# صفی‌آباد (زاوه)
صفی آباد روستایی در دهستان صفائیه بخش مرکزی شهرستان زاوه استان خراسان رضوی ایران است. بر پایه سرشماری عمومی نفوس و مسکن در سال ۱۳۹۰ جمعیت این روستا ۴٬۵۹۸ نفر بوده است.